# Ère Kanpyō
L'ère Kanpyō (寛平, Kanpyō, Kanbyō, Kanpei, Kanbei), également romanisé en Kampyō est une des ères du Japon (年号, nengō, lit. « nom de l'année ») après l'ère Ninna et avant l'ère Shōtai. Cette ère couvre la période allant du mois d'avril 889 au mois d'avril 898. Les empereurs régnants sont Uda-tennō (宇多天皇) et Daigo-tennō (醍醐天皇).

## Changement d'ère
- 4 février 889 Kanpyō gannen (寛平元年?) : Le nom de la nouvelle ère est créé pour marquer un événement ou une série d'événements. L'ère précédente se termine là où commence la nouvelle, en  Ninna 5, le 27e jour du 4e mois de 889[3].

## Événements de l'ère Kanpyō
- 889 (Kanpyō 1, 10e mois) : L'ancien empereur Yōzei est de nouveau l'objet de troubles mentaux. Il entre au palais et s'adresse aux courtisans qu'il rencontre avec la plus grande grossièreté et devient de plus en plus furieux. Il garrotte des femmes avec les cordes d'instruments de musique et jette leurs corps dans un lac. Tandis qu'il est à cheval, il ordonne à sa monture de se jeter sur les gens. Parfois il disparaît simplement dans les montagnes ou il chasse les sangliers et les cerfs[4].
- 4 août 897 (Kanpyō 9, 3e jour du 7e mois) : Durant la dixième année du règne de l'empereur Uda -tennō (宇多天皇10年), celui-ci abdique et son fils ainé reçoit la succession (senso)[5].
- 6 août 897 (Kanpyō 9, 5e jour du 7e mois) : L'empereur Daigo accède formellement au trône (sokui)[6].

| Kanpyō    | 1re | 2e  | 3e  | 4e  | 5e  | 6e  | 7e  | 8e  | 9e  | 10e |
| Grégorien | 889 | 890 | 891 | 892 | 893 | 894 | 895 | 896 | 897 | 898 |